# 维涅维埃耶
维涅维埃耶（法語：Vignevieille，法語發音：[viɲ.vjɛj] ⓘ）是法国奥德省的一个市镇，属于卡尔卡松区。该市镇2009年时的人口为105人。

## 人口
维涅维埃耶人口变化图示
| 数据来源：INSEE |